# Смишляєв Олександр Євгенович
Олекса́ндр Євге́нович Смишля́єв (*30 квітня 1953 у Челябінську, РРФСР — † грудень 2013) — колишній генеральний директор Хмельницької АЕС, міський голова Нетішина. Заслужений енергетик України.
Народився в родині службовців. 1970 року закінчив середню школу № 1 селища міського типу Миколаївка Слов'янського району Донецької області, після чого вступив на навчання у Московський енергетичний інститут.
По закінченні цього інституту у 1976 направлений на роботу на Чорнобильську АЕС. Працював на посаді машиніста-обхідника допоміжного турбінного обладнання, старшим інженером управління турбінами, начальником зміни турбінного цеху, заступником начальника, начальником турбінного цеху, заступником головного інженера з експлуатації 3-ї черги ЧАЕС. Учасник ліквідації аварії на 4-му блоці електростанції.
За час роботи на Чорнобильській АЕС нагороджений орденами «Знак Пошани» та «Трудового Червоного Прапора».
З 1987 по 1992 обіймав різні посади у Міністерстві атомної енергетики СРСР, Міністерстві атомної енергетики та промисловості СРСР. 
У 1992 році повернувся в Україну — начальник Управління з експлуатації атомних станцій спочатку в «Укратоменергопромі», а згодом у Держкоматомі України.
У 1994–2000 працював у регулятивних та наглядових органах із ядерної безпеки на посадах першого заступника Голови Держатомнагляду України, заступником, а потім першим заступником Міністра охорони навколишнього природного середовища та ядерної безпеки України, Головою Державної адміністрації ядерного регулювання України. 
Нагороджений Почесною Грамотою Кабінету Міністрів України.
Згодом працював заступником Державного секретаря Міністерства екології та природних ресурсів України.
З серпня 2002 по липень 2004 працював генеральним директором Хмельницької АЕС, у період активної підготовки до пуску другого енергоблока станції.
Відзначений званням «Заслужений енергетик України», Почесною Грамотою Верховної Ради України, «Орденом Ярослава Мудрого» 5 ступеня.
З липня 2004 року по серпень 2005 року обіймав посаду директора ДСП « Чорнобильська АЕС».
З 26.03.2006 по 03.03.2010 — міський голова Нетішина.
Помер 12 грудня 2013 року.